# Троецыплятница
Троецыпля́тница (куриный обед) — самобытный вятский женский обряд на удачу. Поводом проведения Троецыплятницы были тяжёлые роды, болезни в семье и другие семейные несчастья, поэтому обряд не был связан с определённым временем или днём года.
Главным обрядовым блюдом на празднике Троецыплятницы была сваренная в горшке курица. Необходимую принадлежность обеда составляет курица-троецыплятница, то есть выведшая три семьи цыплят. Троецыплятница может быть и одна, но может быть их и несколько.
Участницами обряда были исключительно женщины, вдовы, жены «одномужнии» (вышедшие один раз замуж), повивальные бабки. Если мужчина и присутствовал на церемонии, то ему завязывали глаза и повязывали головной платок по-женски. Проходил обряд в доме, где завешивались окна (в качестве освещения использовались свечи), закрывались двери, во время проведения царило полное молчание, нельзя было разговаривать и смеяться. Обряд длился полтора часа. Все отбросы куриц собираются в один горшок — перья, внутренности и обглоданные кости, которые не следует перекусывать или раздроблять. После обеда, помолившись, берут горшок с остатками куриц и несут в лес, к болоту или речке для погребения.
Происхождения обряда теряется в глубине веков, впервые обряд был упомянут в официальном документе в 1739 году. Праздновали Троецыплятницу вплоть до XX века, сейчас эта традиция полностью забыта. Что касается исторической роли этого обряда, то он восходит к языческой жертве, совершавшейся ещё в честь курицы как некоего высшего, святого существа, вероятно носителя божества.
В других местах России, кроме Вятки, обряда Троецыплятницы не проводили.